# Madracis senaria
Madracis senaria là một loài san hô trong họ Astrocoeniidae. Loài này được Wells mô tả khoa học năm 1974.